# Diogenichthys atlanticus
Diogenichthys atlanticus är en fiskart som först beskrevs av Tåning 1928.  Diogenichthys atlanticus ingår i släktet Diogenichthys och familjen prickfiskar. Inga underarter finns listade i Catalogue of Life.